# Mirren Mack
Mirren Mack (1997) és una actriu escocesa, que va interpretar un paper principal com Kaya al drama de la BBC The Nest, i apareix com a princesa Merwyn a la minisèrie de Netflix The Witcher: Blood Origin el 2022.

## Biografia
Mack va néixer a Stirling, Escòcia. Des de petita, va estar exposada a la indústria de la interpretació, ja que el seu pare, Billy, és actor i la seua mare, Callan, tutora de teatre. La seua germana petita, Molly, també és actriu. Amb Molly, va ballar als Jocs de la Commonwealth de Glasgow 2014. Mack va anar a l'escola primària de Riverside i després a la Wallace High School a Stirling, Mack va assistir a la Dance School of Scotland's Musical Theatre, fins que va audicionar amb èxit per a la Guildhall School of Music and Drama, on va estudiar una llicenciatura en arts en interpretació.
Mack va fer el seu debut com a actriu professional en una producció escènica de Bat Boy com l'alcaldessa Maggie. Després va fer el seu debut televisiu en tres episodis de la sèrie de Netflix Sex Education com a Florence. El 2020, Mack va ser elegida per al seu primer paper principal com Kaya a la sèrie dramàtica de la BBC The Nest al costat de Martin Compston i Sophie Rundle. Mack va sortir de la quarantena durant la pandemia de Covid per aparéixer a la setena sèrie de Portrait Artist of the Year a Sky Arts.
L'agost de 2021, Mack va començar el rodatge de la minisèrie de Netflix The Witcher: Blood Origin, ambientada en un temps 1200 anys abans de The Witcher, apareix en un paper principal com la princesa Merwyn, en un repartiment que inclou Lenny Henry i Michelle Yeoh.
El 2024, va aparéixer com a Katherine Villiers, duquessa de Buckingham en tres episodis del drama d'època de Sky Atlantic Mary & George.